# 10799 Yucatán
10799 Yucatán è un asteroide della fascia principale. Scoperto nel 1992, presenta un'orbita caratterizzata da un semiasse maggiore pari a 2,4619671 UA e da un'eccentricità di 0,1942311, inclinata di 4,57042° rispetto all'eclittica.